# ألبرت بيتيت
ألبرت بيتيت هو سياسي أمريكي، ولد في 18 أكتوبر 1930، وتوفي في 5 يونيو 1997. نشط حزبياً في الحزب الجمهوري. وقد انتخب عضو مجلس نواب بنسيلفانيا ‏.